# Helmut Hentrich
Helmut Hentrich var en tysk arkitekt, född 17 juni 1905 i Krefeld, död 7 februari 2001 i Düsseldorf. Helmut Hentrich startade tillsammans med Hans Heuser Hentrich & Heuser 1935. Efter Heusers död 1953 började Hentrich arbete med Hubert Petschnigg. Hentrich, Petschnigg & Partner skapades 1959 då Hentrich, Petschnigg och ytterligare sex arkitekter gick samman i en gemensam arkitektbyrå. Byrån specialiserade sig på förvaltningsbyggnader (offentliga byggnader och kontor) och blev en Tysklands ledande arkitektbyråer. Hentrich, Petschnigg & Partner har ritat flera kända kontorsbyggnader runt om i Tyskland. 
Hentrich är hedersmedborgare i Düsseldorf, vars arkitektur han efter andra världskriget genom planeringsarbete och arkitektur kom att ha ett stort inflytande över.